# 1st New York Infantry
Le 1st New York Volunteer Infantry est un régiment d'infanterie qui a servi dans l'armée de l'Union pendant la guerre de Sécession.

## Service
Le régiment est organisé dans la ville de New York et entre en service pour une durée de deux ans le 22 avril 1861.
Faisant partie des troupes présentes à fort Monroe, le 1st New York Infantry participe à la bataille de Big Bethel. Lors de cet engagement, le régiment subit trois victimes parmi les hommes du rang dont deux morts et un blessé(p147),. Le 8 mars 1862, le regiment se retrouve sous le feu du CSS Virginia à Hampton Roads(p151).
Le 20 juin 1862, le régiment participe à une escarmouche à Fair Oaks en Virginie(p160).
Lors de la bataille des sept jours, le régiment sous les ordres du colonel G. Dyckman est affectée à la brigade de Berry de la division de Kearny. Au cours des combats, les pertes du régiments s'élèvent à 236 hommes dont 22 hommes du rang tués, 5 officiers et 122 hommes du rang blessés et 2 officiers et 85 hommes du rang disparus(p161). Parmi ces pertes, six sont blessés lors de la bataille d'Oak Grove le 25 juin(p162). Le 30 juin, le régiment participe à la bataille de Glendale(p164), et le lendemain à la bataille de Malvern Hill(p165). Le 3 juillet, il participe à des escarmouches à Harrison's Landing, Turkey Bend et Gum Run Swamp(p165).
Du 16 août au 2 septembre 1862, le régiment participe aux opérations en Virginie septentrionale du général John Pope au sein de la brigade de Birney de la division de Kearny et est commandé par le commandant Edwin Burt du 3rd Maine Infantry. Lors de cette campagne, les pertes du régiment s'élèvent à 119 dont 17 hommes du rang tués, 1 officier et 80 hommes du rang blessés et 4 officiers et 17 hommes du rang disparus(p167). Le 29 août, le régiment participe à la bataille de Groveton et le lendemain à la seconde bataille de Bull Run(p170). Le 1er septembre, le régiment participe à la bataille de Chantilly(p171).
Du 11 au 15 décembre 1862, au sein de la brigade de Berry de la division de Birney, le régiment participe à la bataille de Fredericksburg, commandé par le colonel J. F. Pierson, où il subit 7 hommes du rang blessés(p180).
Du 1er au 3 mai 1863, le 1st New York Infantry participe à la bataille de Chancellorsville au sein de la brigade de Hayman de la division de Birney. Le colonel Park est blessé au cours de la bataille. Les pertes du régiment s'élèvent à 80 dont 3 hommes du rang tués, 3 officiers et 15 hommes du rang blessés et 2 officiers et 57 hommes du rang disparus(p191).
Le régiment est libéré du service le 25 mai 1863.

## Effectif et nombre de victimes
Les pertes du régiment s'élèvent à 79 soldats qui ont été tués ou mortellement blessés et 3 officiers et 31 soldats qui sont morts de la maladie, pour un total de 113 décès.

## Commandants
- Colonel William H. Allen
- Colonel Garret Dyckman
- Colonel John Frederick Pierson